# 유로크어
유로크어(Yurok)는 캘리포니아 북부 해안의 델노르트군과 험볼트군에 사는 유로크족이 사용하던 알그어족의 언어이다.
1958년 R. H. Robins가 쓴 책이 유로크어 문법의 표준적 참고 문헌이다. Campbell (1997)에 의하면, "유로크"라는 이름은 인근의 카루크어에서 "하류 사람들"을 뜻하는 yúruk에서 유래한 것이다.
19세기 캘리포니아 골드 러시 동안 새로운 정착민의 유입과 이들이 가져온 전염병, 그리고 한편으로 미국 정부가 원주민을 사회에 통합시키기 위해 운영한 원주민 기숙 학교에 의해 언어는 빠르게 쇠퇴하였다. 2013년 마지막 모어 화자인 아치 톰슨(Archie Thompson)이 사망하며 사멸했다. 다만 지역 고등학교에서 유로크어를 가르치는 강좌를 여는 등의 언어 부흥 활동이 이루어지고 있다. 유로크어의 부흥 활동은 캘리포니아에서 가장 성공적인 언어 활성화 프로그램으로 찬사받았다.

## 같이 보기
- 위요트어

## 참고 문헌
- Campbell, Lyle (1997). 《American Indian languages: The historical linguistics of Native America》. New York: Oxford University Press.